# Главный военный клинический госпиталь Министерства обороны Украины
Национальный военно-медицинский клинический центр «Главный военный клинический госпиталь» в Киеве — крупное военно-медицинское учреждение, которое имеет возможность оказать все виды специализированной медицинской помощи.
К услугам пациентов представлены 4 специализированных отделения реанимации и интенсивной терапии: хирургическое, нейрохирургическое, кардиологическое и для инфекционных больных. На сегодняшний день, в состав госпиталя входит 18 лечебно-диагностических клиник, современный лабораторный центр, центр лучевой диагностики и терапии (УЗД, МРТ, КТ), отделение функциональной диагностики и фармакологический центр. В госпитале круглосуточно организовано дежурство всех служб. Госпиталь рассчитан на 1 125 коек, ежегодно здесь проходит лечение более 25 000 пациентов.

## История
Госпиталь является одним из старейших медицинских заведений Украины. Его более чем двухсотлетняя история берет своё начало с 10 июня 1755 года, когда по ходатайству Киевского губернатора решением сената медицинской канцелярии России был открыт полевой госпиталь вооружённых сил на 50 коек.
Через некоторое время госпиталь был преобразован в постоянный госпиталь 3-го класса. Начальником был назначен Доктор Украинской дивизии Украинского ландмилицкого корпуса Август Лериус.
Отечественная война 1812 года стала серьёзным испытанием, которое коллектив госпиталя выдержал с достоинством. Штатное количество коек в то время было удвоено. Иногда количество раненых достигало 2 000 человек.
С 1829 года по 1837 год в госпитале лекарем 1-го класса служил Михаил Гаврилович Серафимович.
В 1833 году при госпитале была основана штатная Фельдшерская военная школа, а в 1851 году на его базе организовываются клиники медицинского факультета Киевского университета.
С 1856 года по 1859 год Глазным отделением Киевского военного госпиталя заведовал врач доктор медицины К. К. Искерский.
Со временем окружной госпиталь становится передовым медицинским заведением своего времени. Его авторитет связан с научно-медицинской и педагогической деятельностью талантливых врачей — основателей медицинских школ в Киеве: С. П. Алферьева, В. Т. Покровского, В. П. Образцова, Н. Д. Стражеско, Р. Р. Вредена, Ф. Г. Яновского, В. С. Высоковича и других.
Боевой путь госпиталя в годы Великой Отечественной войны (1941—1945 гг.): Киев — Харьков — Томск — Балашов — Славянск — Киев (1944 год, февраль).
В годы Великой Отечественной войны госпиталь пролечил более 60 000 военнослужащих, проведено десятки тысяч сложных хирургических операций, 81 % лечившихся возвращены на службу в ВС Союза ССР.
В послевоенный период врачи госпиталя оказывали медицинскую помощь в ликвидации холеры в Астраханской области, выполняли интернациональный долг во Вьетнаме, на Кубе, в Афганистане, в Эфиопии и в других государствах и странах. В 1968 году госпиталь награждён орденом Красной Звезды. С ноября 1992 года госпиталь переформирован из 408-го окружного военного госпиталя Киевского военного округа ВС СССР в Главный военный клинический госпиталь МО Украины, в котором лечатся военные, пенсионеры Вооружённых Сил и все желающие гражданские пациенты.